# Socovce
Socovce este o comună slovacă, aflată în districtul Martin din regiunea Žilina. Localitatea se află la altitudinea de 444 m deasupra n.m., se întinde pe o suprafață de 5,108 km2 și în 2017 număra 249 de locuitori. Se învecinează cu Laskár și Blažovce.

## Istoric
Localitatea Socovce este atestată documentar din 1258.

## Demografie
| An:                | 1994 | 2004   | 2014   | 2024   |
| ------------------ | ---- | ------ | ------ | ------ |
| Număr de persoane: | 230  | 243    | 245    | 227    |
| Diferență:         |      | +5,65% | +0,82% | −7,34% |

| An:                | 2023 | 2024   |
| ------------------ | ---- | ------ |
| Număr de persoane: | 228  | 227    |
| Diferență:         |      | −0,43% |